# 森下敏秀
森下 敏秀（もりした としひで）は、和歌山県出身の元アマチュア野球選手である。ポジションは内野手（三塁手）。

## 来歴・人物
箕島高校では三塁手、五番打者として活躍。エース島本講平を擁し1970年春夏の甲子園に連続出場。春の選抜は順調に勝ち進み、決勝で才田修、神垣雅行を打の主軸とする北陽高を延長12回サヨナラ勝ちで降し、初優勝を飾る。夏の選手権は、2回戦で岐阜短大付高の湯口敏彦に抑えられ敗退した。同年のドラフト会議で読売ジャイアンツから5位指名されたが入団を拒否し、近畿大学に進学する。のちに中京大学へ転校。
大学卒業後は日産自動車に入社。1976年の都市対抗に出場するが、1回戦で愛媛相互銀行に敗退。引退後は地元で農家をしている。